# Sophie Tatischeff
Sophie Tatischeff (Neuilly-sur-Seine, 23 ottobre 1946 – Neuilly-sur-Seine, 27 ottobre 2001) è stata una montatrice e regista francese.

## Biografia
Figlia di Jacques Tati, Sophie Tatischeff iniziò la propria carriera come assistente montatrice per film di suo padre Tempo di divertimento (Playtime) (1967). Eseguì in seguito il montaggio di Monsieur Hulot nel caos del traffico (Trafic) (1971) e di Il circo di Tati (Parade) (1974), per poi dirigere il film Le comptoir (1998). 
Nello stesso anno aveva creato con il cugino Jérôme Deschamps e Macha Makeïeff la società 
Les Films de mon oncle per riacquistare i diritti dei film del padre (persi a causa di un rovescio finanziario agli inizi degli anni settanta). Oltre ad occuparsi del restauro delle pellicole ha potuto curare la riedizione di Tempo di divertimento, ambizioso film del padre che aveva fatto fiasco al botteghino e per questo aveva subito diversi montaggi. 
Era sua anche l'idea di trasformare una sceneggiatura del padre in un film a cartoni animati invece di utilizzare persone vere, quel progetto realizzato da Sylvain Chomet diventerà nel 2010 il film L'illusionista.
Morì per un tumore ai polmoni il 27 ottobre 2001, quattro giorni dopo il suo 55º compleanno.

## Filmografia

### Regista
- Forza Bastia, cortometraggio (1978) - con Jacques Tati
- Dégustation maison, cortometraggio (1978)
- Le comptoir (1998)

## Premi e candidature
- Premio César
  - 1979 - miglior cortometraggio di fiction per Dégustation maison